# Rasmus Falk Jensen
Rasmus Falk Jensen (* 15. ledna 1992) je dánský fotbalový útočník a reprezentant, který hraje v klubu Odense BK.

## Klubová kariéra
Rasmus Falk Jensen začal svou profesionální kariéru v dánském klubu Odense BK, první ligový zápas odehrál 16. května 2010 proti Aarhus GF (výhra 3:0).

## Reprezentační kariéra
Hrál za mládežnické reprezentace Dánska U16, U17, U18, U19 a U21. Zúčastnil se Mistrovství Evropy hráčů do 21 let 2015 konaného v Praze, Olomouci a Uherském Hradišti.
V A-týmu Dánska zažil debut 6. 9. 2013 v kvalifikačním utkání proti týmu Malty, které skončilo vítězstvím Dánska 2:1.